# Chicago Film Critics Association Awards 2012
La cerimonia di premiazione della 25ª edizione dei Chicago Film Critics Association Awards si è tenuta a Chicago, Illinois, il 27 dicembre 2012, per premiare i migliori film prodotti nel corso dell'anno. Le candidature sono state annunciate il 14 dicembre 2012.

## Vincitori e candidati
I vincitori sono indicati in grassetto.

### Miglior film
- Zero Dark Thirty, regia di Kathryn Bigelow
- Argo, regia di Ben Affleck
- Lincoln, regia di Steven Spielberg
- The Master, regia di Paul Thomas Anderson.
- Re della terra selvaggia (Beasts of the Southern Wild), regia di Benh Zeitlin

### Miglior attore
- Daniel Day-Lewis - Lincoln
- Joaquin Phoenix - The Master
- Denzel Washington - Flight
- Denis Lavant - Holy Motors
- John Hawkes - The Sessions - Gli Incontri (The Sessions)

### Migliore attrice
- Jessica Chastain - Zero Dark Thirty
- Helen Hunt - The Sessions - Gli Incontri (The Sessions)
- Jennifer Lawrence - Il lato positivo - Silver Linings Playbook (Silver Linings Playbook)
- Emmanuelle Riva - Amour
- Quvenzhané Wallis - Re della terra selvaggia (Beasts of the Southern Wild)
- Naomi Watts - The Impossible

### Miglior attore non protagonista
- Philip Seymour Hoffman - The Master
- Jason Clarke - Zero Dark Thirty
- Leonardo DiCaprio - Django Unchained
- Tommy Lee Jones - Lincoln
- Dwight Henry - Re della terra selvaggia (Beasts of the Southern Wild)

### Migliore attrice non protagonista
- Amy Adams - The Master
- Emily Blunt - Looper
- Judi Dench - Skyfall
- Sally Field - Lincoln
- Anne Hathaway - Les Misérables

### Miglior regista
- Kathryn Bigelow - Zero Dark Thirty
- Ben Affleck - Argo
- Paul Thomas Anderson - The Master
- Steven Spielberg - Lincoln
- Benh Zeitlin - Re della terra selvaggia (Beasts of the Southern Wild)

### Miglior fotografia
- Mihai Mălaimare Jr. - The Master
- Claudio Miranda - Vita di Pi (Life of Pi)
- Janusz Kaminski - Lincoln
- Roger Deakins - Skyfall
- Greig Fraser - Zero Dark Thirty

### Miglior direzione artistica
- Moonrise Kingdom - Una fuga d'amore (Moonrise Kingdom)
- Anna Karenina
- Les Misérables
- Lincoln
- The Master

### Miglior montaggio
- William Goldenberg e Dylan Tichenor - Zero Dark Thirty
- William Goldenberg - Argo
- Alexander Berner e Claus Wehlisch - Cloud Atlas
- Leslie Jones e Peter McNulty - The Master
- Stuart Baird - Skyfall

### Miglior colonna sonora originale
- Jonny Greenwood - The Master
- Alexandre Desplat - Moonrise Kingdom - Una fuga d'amore (Moonrise Kingdom)
- Alexandre Desplat - Argo
- Alexandre Desplat - Zero Dark Thirty
- Dan Romer e Benh Zeitlin - Re della terra selvaggia (Beasts of the Southern Wild)

### Migliore sceneggiatura originale
- Mark Boal - Zero Dark Thirty
- Quentin Tarantino - Django Unchained
- Wes Anderson e Roman Coppola - Moonrise Kingdom - Una fuga d'amore (Moonrise Kingdom)
- Paul Thomas Anderson - The Master
- Rian Johnson - Looper

### Migliore sceneggiatura non originale
- Tony Kushner - Lincoln
- Chris Terrio - Argo
- Lucy Alibar e Benh Zeitlin - Re della terra selvaggia (Beasts of the Southern Wild)
- Stephen Chbosky - Ragazzo da parete (The Perks of Being a Wallflower)
- David O. Russell - Il lato positivo - Silver Linings Playbook (Silver Linings Playbook)

### Miglior film d'animazione
- ParaNorman, regia di Sam Fell e Chris Butler
- Ribelle - The Brave (Brave), regia di Mark Andrews e Brenda Chapman
- Frankenweenie, regia di Tim Burton
- Arrietty - Il mondo segreto sotto il pavimento (Karigurashi no Arrietty), regia di Hiromasa Yonebayashi
- Ralph Spaccatutto (Wreck-It Ralph), regia di Rich Moore

### Miglior film documentario
- The Invisible War, regia di Kirby Dick e Amy Ziering
- Searching for Sugar Man, regia di Malik Bendjelloul e Simon Chinn
- The Central Park Five, regia di Ken Burns
- The Queen of Versailles, regia di Lauren Greenfield
- West of Memphis, regia di Amy J. Berg

### Miglior film in lingua straniera
- Amour, regia di Michael Haneke (Austria)
- Holy Motors, regia di Leos Carax (Francia/Germania)
- Quasi amici - Intouchables (Intouchables), regia di Olivier Nakache e Éric Toledano (Francia)
- C'era una volta in Anatolia (Bir zamanlar Anadolu'da), regia di Nuri Bilge Ceylan (Turchia/Bosnia ed Erzegovina)
- Un sapore di ruggine e ossa (De rouille et d'os), regia di Jacques Audiard (Francia/Belgio)

### Miglior regista rivelazione
- Benh Zeitlin - Re della terra selvaggia (Beasts of the Southern Wild)
- Stephen Chbosky - Ragazzo da parete (The Perks of Being a Wallflower)
- Drew Goddard - Quella casa nel bosco (The Cabin in the Woods)
- Nicholas Jarecki - La frode (Arbitrage)
- Colin Trevorrow - Safety Not Guaranteed

### Miglior performance rivelazione
- Quvenzhané Wallis - Re della terra selvaggia (Beasts of the Southern Wild)
- Samantha Barks - Les Misérables
- Kara Hayward - Moonrise Kingdom - Una fuga d'amore (Moonrise Kingdom)
- Dwight Henry - Re della terra selvaggia (Beasts of the Southern Wild)
- Tom Holland - The Impossible